# Ali Nordgren
Ali Nordgren, född 22 augusti 1876 i Sköns församling, Västernorrlands län, död 29 maj 1954, var en svensk skolledare.
Efter studentexamen 1895 blev Nordgren filosofie kandidat vid Uppsala universitet 1899. Han var lärare vid Östergötlands folkhögskola 1899–1908 och rektor vid Medelpads folkhögskola i Fränsta 1908–1941. Han var ordförande i Svenska folkhögskoleföreningen 1923–1933, tillkallad sakkunnig i 1927 års skolsakkunniga, ordförande i Medelpads föreläsningsförbund 1913–1932, i Medelpads hembygdsförbund 1938–1941, vice ordförande i Torps landskommuns skolråd 1913–1920, ordförande i Torps kommunalfullmäktige 1919–1926, ledamot av Västernorrlands läns landsting 1919–1922 och Pensionsstyrelsens ombud 1915–1957. Utöver nedanstående skrifter skrev han bland annat artiklar i pedagogiska, skolorganisatoriska och folkbildningsfrågor.